# Culicoides loisae
Culicoides loisae är en tvåvingeart som beskrevs av Jamnback 1965. Culicoides loisae ingår i släktet Culicoides och familjen svidknott. Inga underarter finns listade i Catalogue of Life.